# 10654 Bontekoe
10654 Bontekoe è un asteroide della fascia principale. Scoperto nel 1960, presenta un'orbita caratterizzata da un semiasse maggiore pari a 3,2577223 UA e da un'eccentricità di 0,0231436, inclinata di 21,97973° rispetto all'eclittica.